# Johann Wurmser

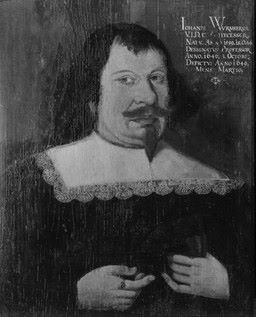
Johann Wurmser auf einem 1649 von Johann Weidner gemalten Porträt in der Tübinger Professorengalerie

Johann Wurmser (* 18. Oktober 1599 in Gießen; † 20. Oktober 1659 in Tübingen) war ein deutscher Jurist sowie Professor und Rektor an der Universität Tübingen.

## Leben
Johann Wurmser war 1646–1659 Professor für Jura in Tübingen, nachdem er sich seit 1641 um eine Professur in Tübingen beworben hatte. Er war der Erste Rechtslehrer der Universität (Antecessor), zuvor war er Advokat am Hofgericht. Er war in erster Ehe Schwiegersohn von Ulrich Andreae. Außerdem war er Vormund der Eva Maria Simon, der Tochter von Professor Balthasar Simon. 1652/53 war er Rektor der Universität Tübingen. Sein Porträt hängt in der Tübinger Professorengalerie.